# 黎讙
黎讙（越南语：／；1857年—1915年），越南阮朝官員。

## 生平
嗣德十年（1857年），黎讙出生於河內省常信府青池縣姜亭總仁睦社（今屬河內市青春郡）。黎讙早年從軍，輾轉多省擔任幫辦軍務。同慶元年（1886年），升任興安按察使，兼充海陽、北寧、興安三省贊襄軍務，追隨法國殖民軍隊大力鎮壓反法起義。成泰二年（1890年），以北寧、海陽、興安三省交界地帶“盜匪”出沒為由，析置荻林道，黎讙出任荻林管道。不久升任陸南布政使。後換補山西布政使，兼山西、興化、宣光剿撫使，捉拿提喬和督語。同年，因功升興化巡撫。荻林一帶“盜匪”橫行，黎讙再次回任海陽、北寧、興安三省贊襄軍務，征討荻林，斬殺三百多人。次年（1891年），黎讙再任興化巡撫，誘使提喬出降。成泰四年（1892年），升任寧太總督，兼充董理軍務大臣。成泰八年（1896年），封富完男，但未及宣封，便因故停封，直到成泰十二年（1900年），才正式宣封。
維新三年（1909年），黎讙時任協辦大學士領海安總督。殖民政府任命他為北圻等處地方欽差大臣，專司捉拿製造河城投毒事件的反法義軍領袖黃花探。黎讙與黃花探轉戰多處，最終在太原省抓住黃花探。次年（1910年），黎讙因平定黃花探有功，晉封為富完子，升署武顯殿大學士，後又加太子少保銜。
維新九年（1915年）九月，黎讙去世。

## 家庭
- 子黎譜，畫家
- 女黎氏菊，嫁陳廷量